# Tramvajová doprava v Istanbulu
Istanbul, jako největší město v Turecku, má tři sítě tramvajové dopravy; moderní sloužící hlavně pro obsluhu města a dvě historické, které mají hlavní význam jako spíše nostalgická připomínka skončených dob.

## Historická síť
Istanbulská historická tramvaj je od konce 90. let v provozu na jedné lince v historickém jádru Istanbulu.
Tramvaj jezdí na jednokolejné trati s výhybnami, spojuje staré metro Tünel a stanici nového metra Taksim jednou z nejznámějších ulicí ve městě, İstiklal Caddesi. Celá její trasa je dlouhá 1,6 km. Poprvé zde tramvaje vyjely v 19. století, roku 1869, a v provozu byly až do 50. let minulého století. V 90. letech byly vozy znovu opraveny a nasazeny do provozu.
V roce 2003 byla otevřena další nostalgická trasa, tato se nachází v anatolské části města a spojuje Kadıköy a Moda. Má 10 stanic a je dlouhá 2,6 km. Celou linku vůz ujede za 21 minut. V roce 2003 se svezlo 641 000 lidí. Na této lince jsou provozovány ojeté tramvaje Gotha, původem z Německé demokratické republiky.

## Moderní síť

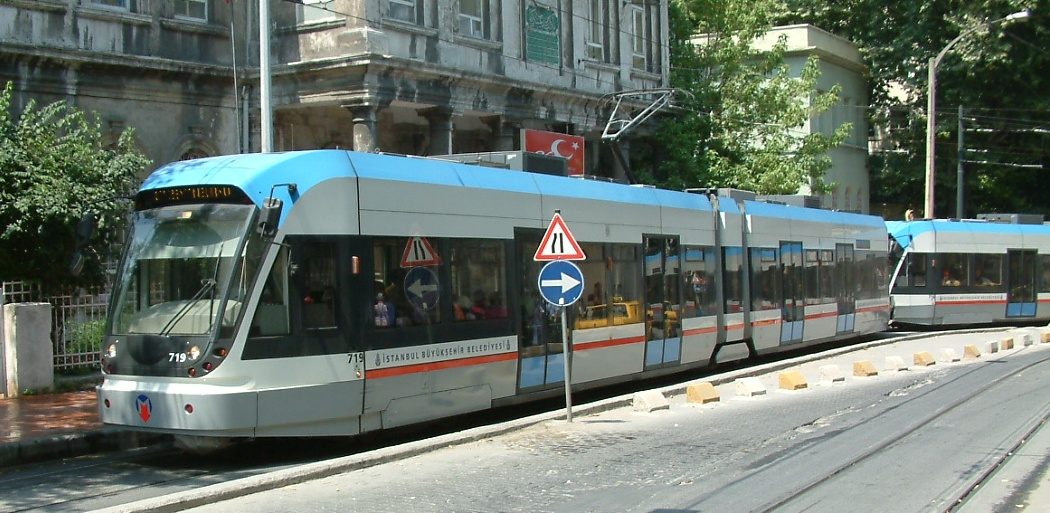
Bombardier Flexity Swift v Istanbulu

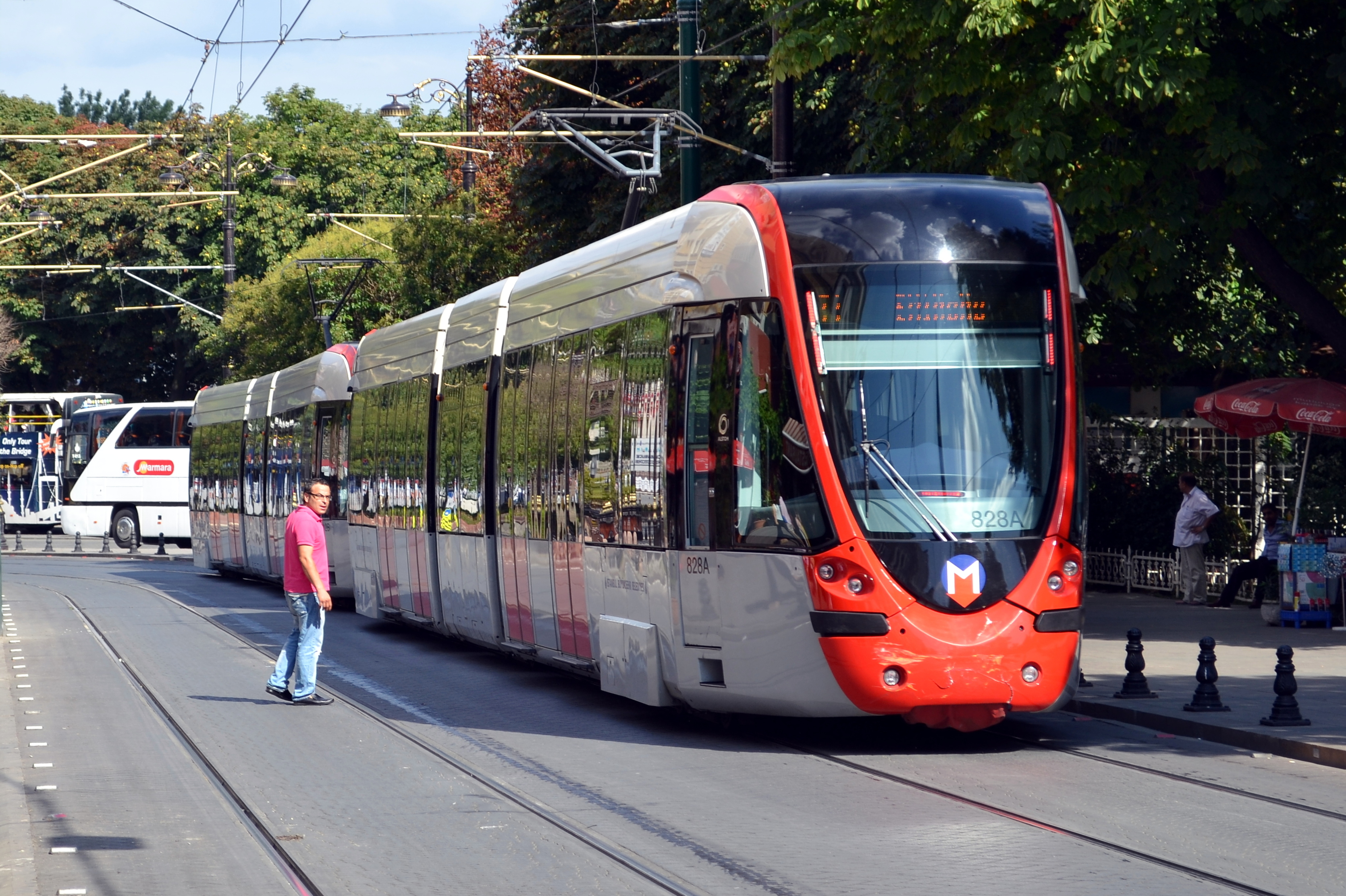
Nejnovější provozovaný typ tramvaje Alstom Citadis

### Vznik a vývoj
Systém moderní tramvaje byl zprovozněn v roce 1992, stejně jako v jiných místech v Evropě byl i v Istanbulu obnoven tramvajový provoz. Na kolejích o rozchodu 1435 mm se objevily vozy moderní koncepce, první úsek spojil čtvrti Topkapı a Sirkeci. V roce 1994 byla linka poprvé prodloužena a to do čtvrti Zeytinburnu, kde byl tak umožněn přestup na lehké metro, a o další dva roky později na protějším konci ze čtvrti Sirkeci do Eminönü byl zprovozněn také další krátký úsek. Roku 2002 byla linka ještě prodloužena, nová trať tentokrát překročila Zlatý roh, tramvaje zde tak nyní jezdí opět od doby, co byly v 50. letech zrušeny. V roce červnu 2006 byla trať prodloužena severovýchodním směrem do stanice Kabataş, kde je tak umožněn přestup na lanovou dráhu vedoucí ke stanici metra Taksim. V září téhož roku bylo otevřeno prodloužení na opačném konci trati ze stanice Zeytinburnu na novou konečnou Bağcılar. Tento úsek byl původně obsluhovaný samostatnou linkou T2, ale po dodání nových vozů Alstom Citadis byly linky T1 a T2 sloučeny a v délce celé trati je nyní provozována jediná linka T1.
Síť je, a pravděpodobně i stále bude oddělena od dvou krátkých, historických tramvajových linek pro turisty.

### Parametry linky T1
Hlavní tramvajová linka T1 má 31 stanic a délku 18,5 km. Je na ni nasazeno 92 vozidel, celou linku tramvaj ujede za 65 minut. Denně uveze až 320 000 cestujících. Interval ve špičce je 2 minuty.

### Parametry linky T3
Tramvajová linka T3 má 10 stanic a délku 2,6 km. Jsou na ni nasazeny 4 vozidla, celou linku tramvaj ujede za 20 minut. Denně uveze až 1800 cestujících. Interval ve špičce je 10 minut.
Zastávky v Kadiköy: İDO (Istanbulské mořské autobusy) - İskele Camii (Mešita u pobřeží) - Çarşı (Bazar)- Altıyol (Šesticestí)- Bahariye - Kilise (kostel)- Moda İlkokulu (základní škola Moda) - Moda Caddesi (Hlavní třída Moda)- Mühürdar- Damga Sokak

### Vozový park
Linka T1 je obsluhovaná výhradně moderními klimatizovanými nízkopodlažními tramvajemi.
- 55 tramvají Bombardier Flexity Swift bylo objednáno v roce 2001. Tramvaje jsou tříčlánkové o délce 30 metrů. Kapacita je 272 cestujících.[2]
- 37 tramvají Alstom Citadis bylo objednáno v roce 2007 za 37 milionů euro. První tramvaj byla dodána do Istanbulu o 2 roky později. Prvních 14 vozů bylo do provozu s cestujícími nasazeno v únoru 2011. Tříčlánkové tramvaje jsou provozovány v soupravě o dvou vozech s celkovou kapacitou 500 cestujících.[3]

### Historická síť
- (turecky) Informace
- (turecky) Informace na stránkách dopravce
- (anglicky) Informace o historické tramvaji (anglicky)

### Moderní síť
- (turecky)Informace o lince T1 na stránkách dopravce
- (anglicky)Vyznačená tramvajová linka na stránkách UrbanRail (tmavě modrá)